# Lac Simard, Mauricie
Lac Simard är en sjö i Kanada.   Den ligger i regionen Mauricie och provinsen Québec, i den sydöstra delen av landet, 400 km norr om huvudstaden Ottawa. Lac Simard ligger 401 meter över havet.
Trakten runt Lac Simard är nära nog obefolkad, med mindre än två invånare per kvadratkilometer.